# Yuta Fukazawa
Yuta Fukazawa (japanisch 深澤 佑太 Fukazawa Yuta; * 15. August 2000 in der Präfektur Osaka) ist ein japanischer Fußballspieler.

## Karriere
Yuta Fukazawa erlernte das Fußballspielen in der Schulmannschaft der Osaka Toin High School sowie in der Universitätsmannschaft der Kansai-Universität. Seinen ersten Profivertrag unterschrieb er am 1. Februar 2023 beim Ehime FC. Der Verein aus Matsuyama, einer Stadt in der Präfektur Ehime, spielt in der dritten japanischen Liga. Sein Drittligadebüt gab Yuta Fukazawa am 5. März 2023 (1. Spieltag) im Heimspiel gegen Iwate Grulla Morioka. Bei der 1:5-Heimniederlage stand er in der Startelf und wurde in der 65. Minute gegen Shunsuke Tanimoto ausgewechselt. In seiner ersten Saison bestritt er 21 Drittligaspiele. Am Ende der Saison 2023 feierte er mit Ehime die Drittligameisterschaft und den Aufstieg in die zweite Liga.

## Erfolge
Ehime FC
- Japanischer Drittligameister: 2023  ▲